# Palmer Rupes
La Palmer Rupes è una struttura geologica della superficie di Mercurio.